# Tier- und Pflanzenpark Fasanerie
Koordinaten: 50° 6′ 9″ N, 8° 11′ 32″ O
Der Tier- und Pflanzenpark Fasanerie wird von der Landeshauptstadt Wiesbaden betrieben und liegt außerhalb der Stadt im Nordwesten im Wiesbadener Stadtwald auf einem weitläufig angelegten rund 23 Hektar großen Areal.
Das Gelände ist landschaftlich sehr vielseitig mit Anhöhen, Wiesen, einem hohen Waldanteil sowie Bachläufen und einem See. Die Gebäude eines Hofguts sowie das Jagdschloss stehen unter Denkmalschutz. In der Umgebung befindet sich die ehemalige Sommerfrische am Chausseehaus, der Kaiser-Wilhelm-Turm auf dem Schläferskopf und das ehemalige Kloster Klarenthal.

## Geschichte

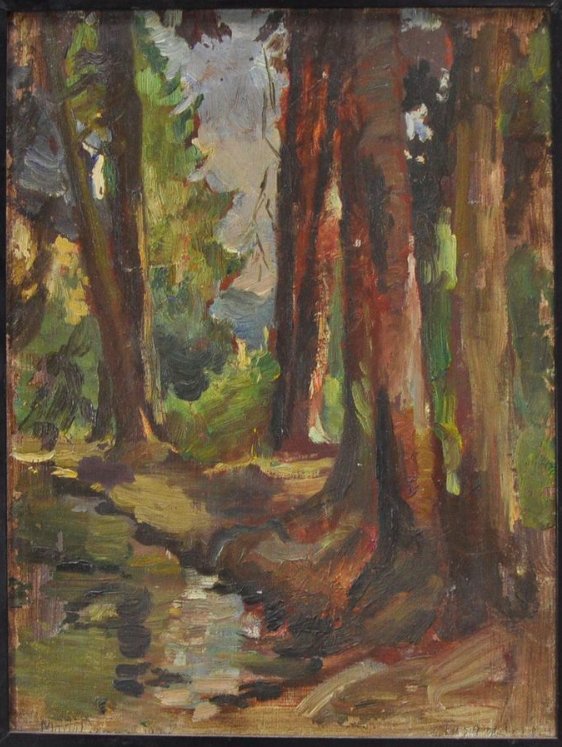
Waldpartie in der Fasanerie, Gemälde von Maria Gross aus dem Jahr 1916

Die Fasanerie hat ihren Ursprung in einer um 1750 von Fürst Karl von Nassau-Usingen gegründeten Fasanenzucht. Der fürstliche Hofbaumeister Friedrich Joachim Stengel entwarf die Pläne für das barocke Jagdschloss Fasanerie, das von 1744 bis 1749 erbaut wurde. Nach dem Tod Karls 1775 verlegte sein Nachfolger Karl Wilhelm sein Jagdgebiet auf die Platte und löste die Fasanerie auf. Das kleine Schlösschen wurde anschließend als Wohnung des Oberförsters genutzt, bis das Gelände am 1. Juli 1912 in den Besitz der Stadt Wiesbaden überging.
Der heutige Tier- und Pflanzenpark wurde am 31. März 1955 von der Stadt Wiesbaden eröffnet. Um das Gelände zu sanieren, das in einem schlechten Zustand war, wurde im Jahre 1995 der Förderverein Fasanerie gegründet. Ziel des Vereins ist, den Tier- und Pflanzenpark mit Hilfe von Spendengeldern zu fördern, ohne dass Eintrittsgelder erhoben werden müssen. Das Jagdschloss dient heute als Restaurant.

## Tier- und Pflanzenbestand
Die Fasanerie beherbergt über 250 Tiere, die sich in ca. 50 verschiedene Tierarten aufteilen, welche die örtlichen klimatischen Bedingungen gewohnt sind, darunter Braunbären und Wölfe, welche in einem großen naturbelassenen Gehege zusammenleben. Neben einem Streichelzoo für Kinder mit Hauskaninchen, Meerschweinchen und Ziegen sind noch folgende weitere Tiere im Park angesiedelt:
Dachs, Damhirsch, Eurasischer Luchs, Europäischer Nerz, Fasan, Fischotter, Fischreiher, Frettchen, Goldfasan, Hausschaf, Hamster, Hausschwein, Marderhund, Mufflon, Nutria, Pfau, Rotfuchs, Rothirsch, Stockente, Waschbär, Weißstorch, Europäische Wildkatze, Wildschwein und Wisent. In den Volieren einer Greifvogelanlage finden sich außerdem: Mäusebussard, Schreiadler, Sperbereule, Steppenadler, Turmfalke, Uhu und Waldohreule.
Der Naturpark verfügt über seltene und exotische Pflanzen wie einen der dicksten Mammutbäume Deutschlands sowie teils alte Exemplare von Ebereschen, Eiben, Ginkgo, Robinien, Rosskastanien, Rotbuchen, Roteichen, Spanischen Tannen, Stechpalmen, Stieleichen und Traubeneichen.

## Veranstaltungen

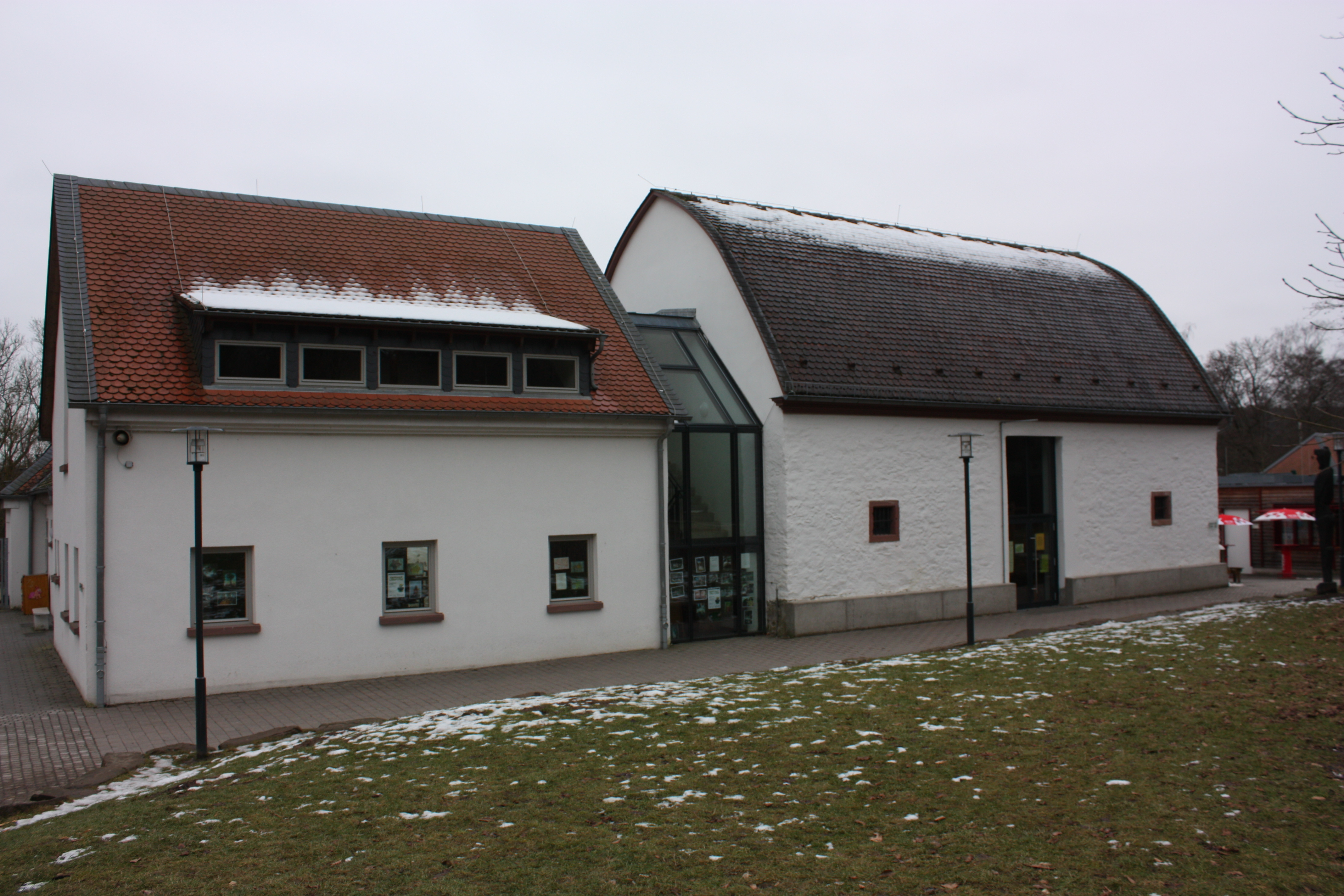
Besucherzentrum

Es werden das ganze Jahr über, in erster Linie für Kinder und Jugendliche, eine ganze Reihe von naturkundlichen Führungen veranstaltet. Hierbei wird in einem naturgetreuen Umfeld Wissenswertes über Tier- und Pflanzenarten vermittelt.
Veranstalter für diese Führungen sind der Förderverein Fasanerie und das Naturpädagogische Zentrum.

## Projekte
In der Naturwerkstatt bekommen Kinder und Jugendliche die Möglichkeit geboten, auf spielerische Art und Weise, kreativ die Tiere und die Natur kennenzulernen.

## Bildergalerie

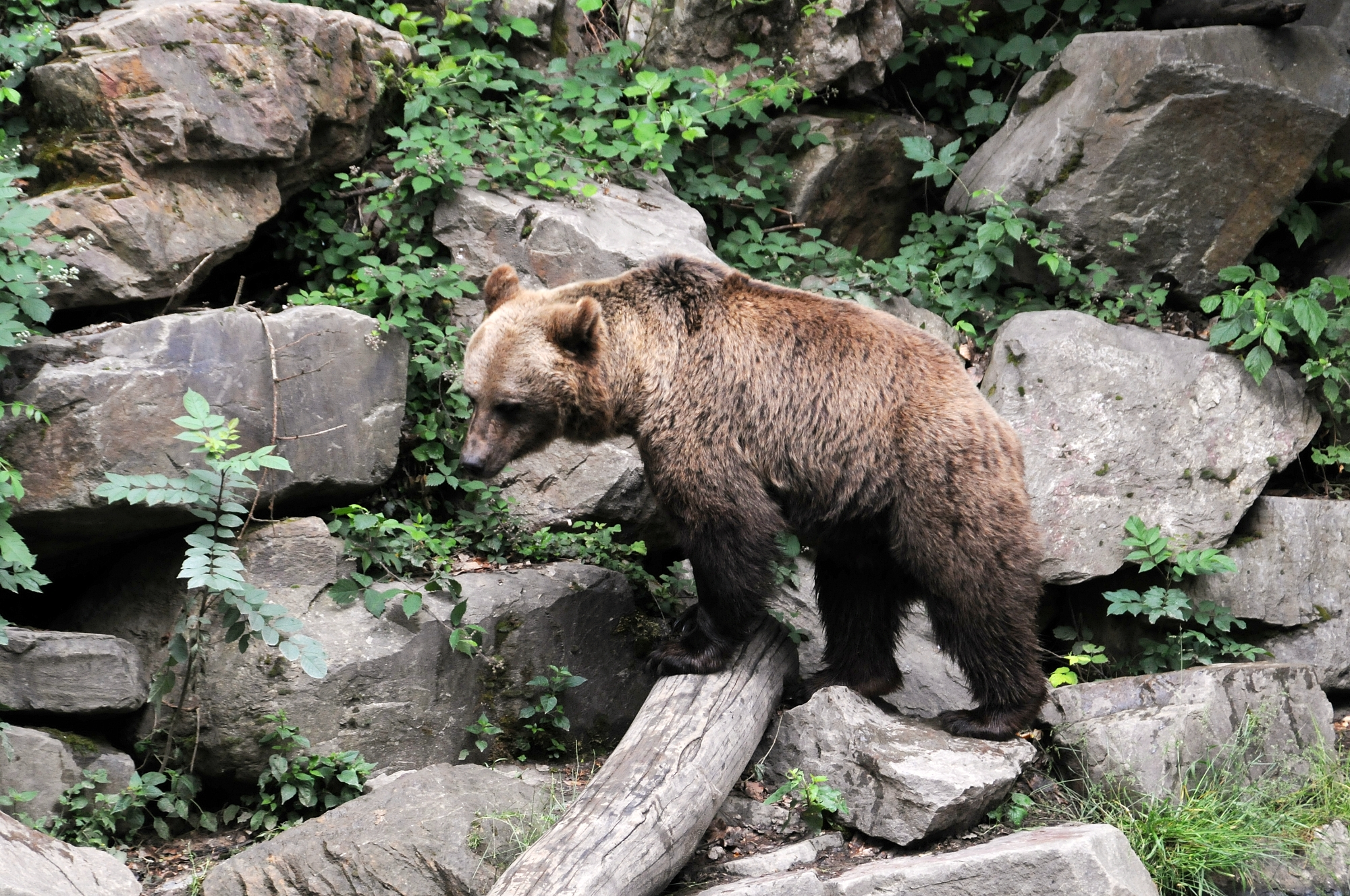
Bär
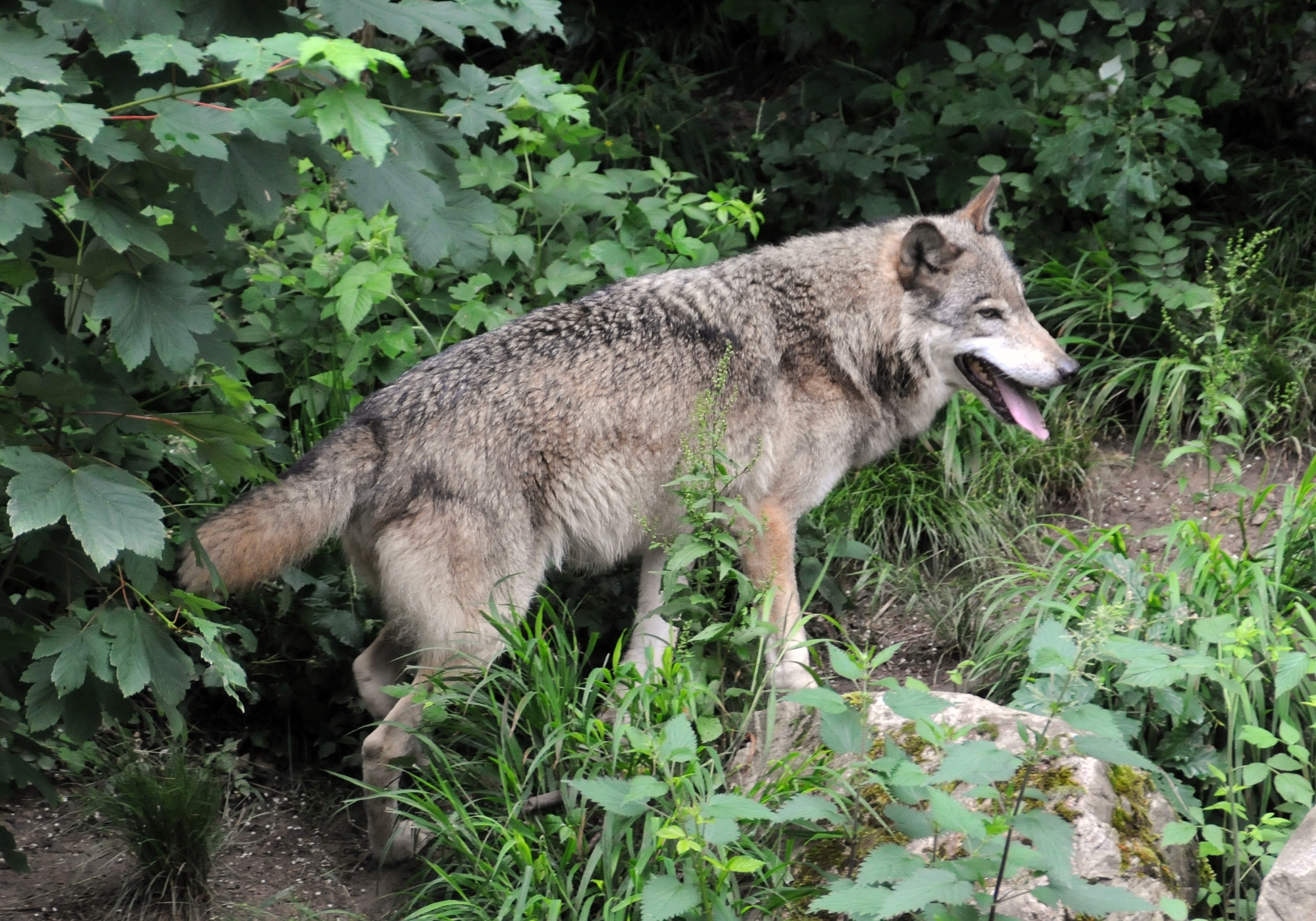
Wolf
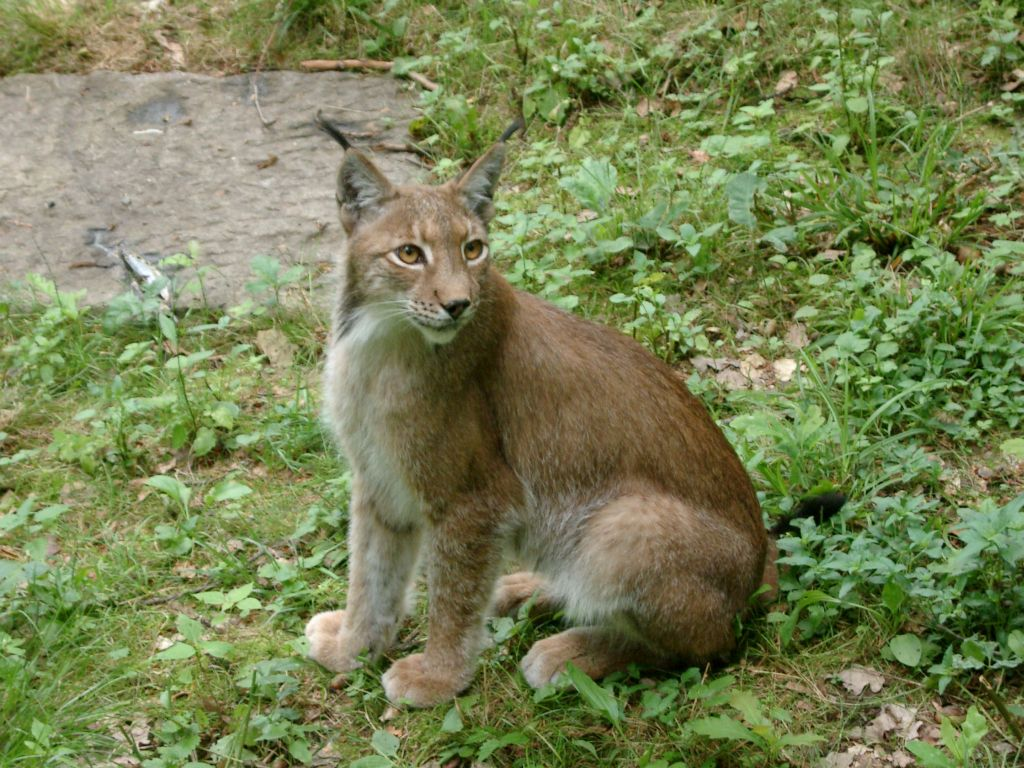
Luchs
Wisent
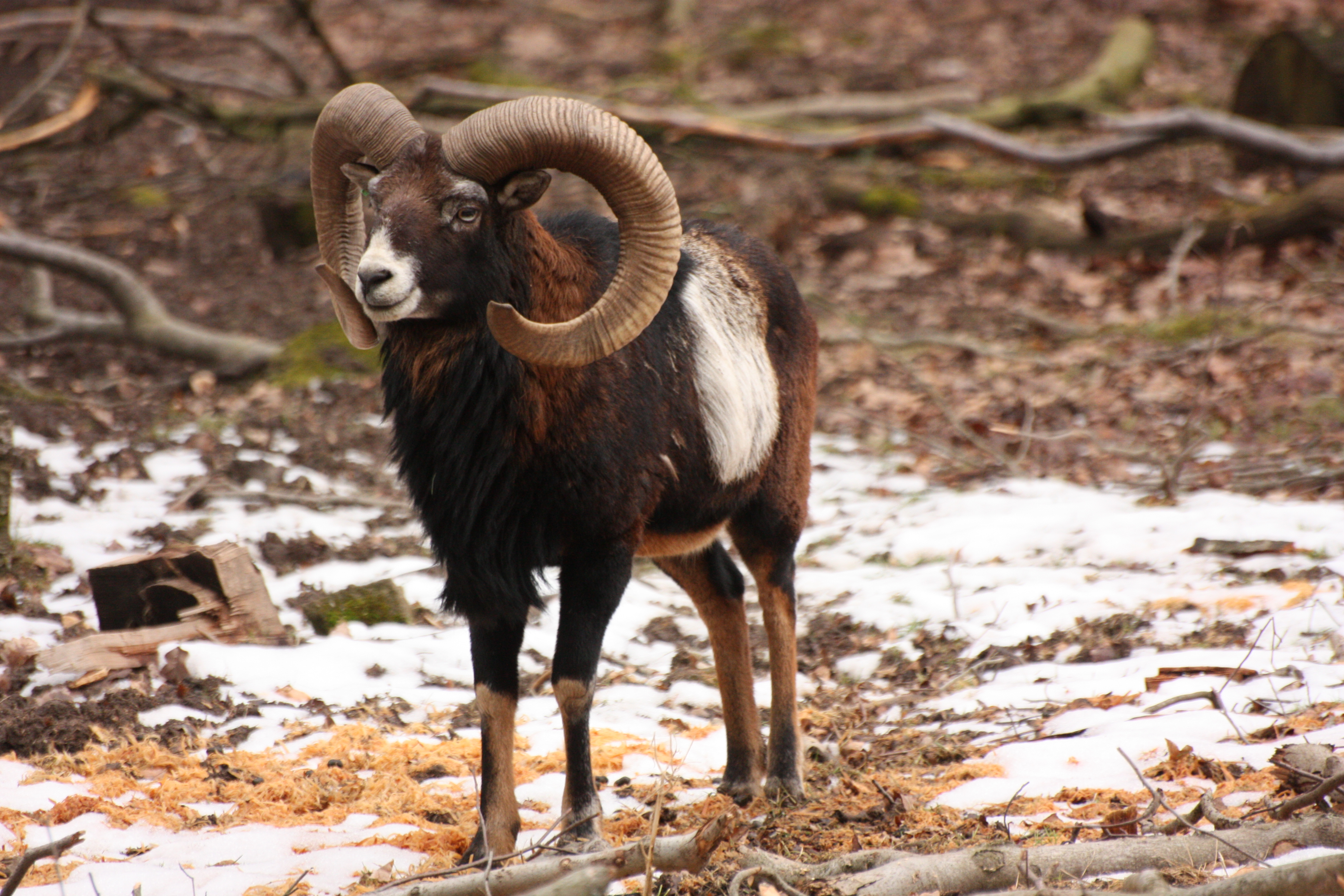
Mufflon
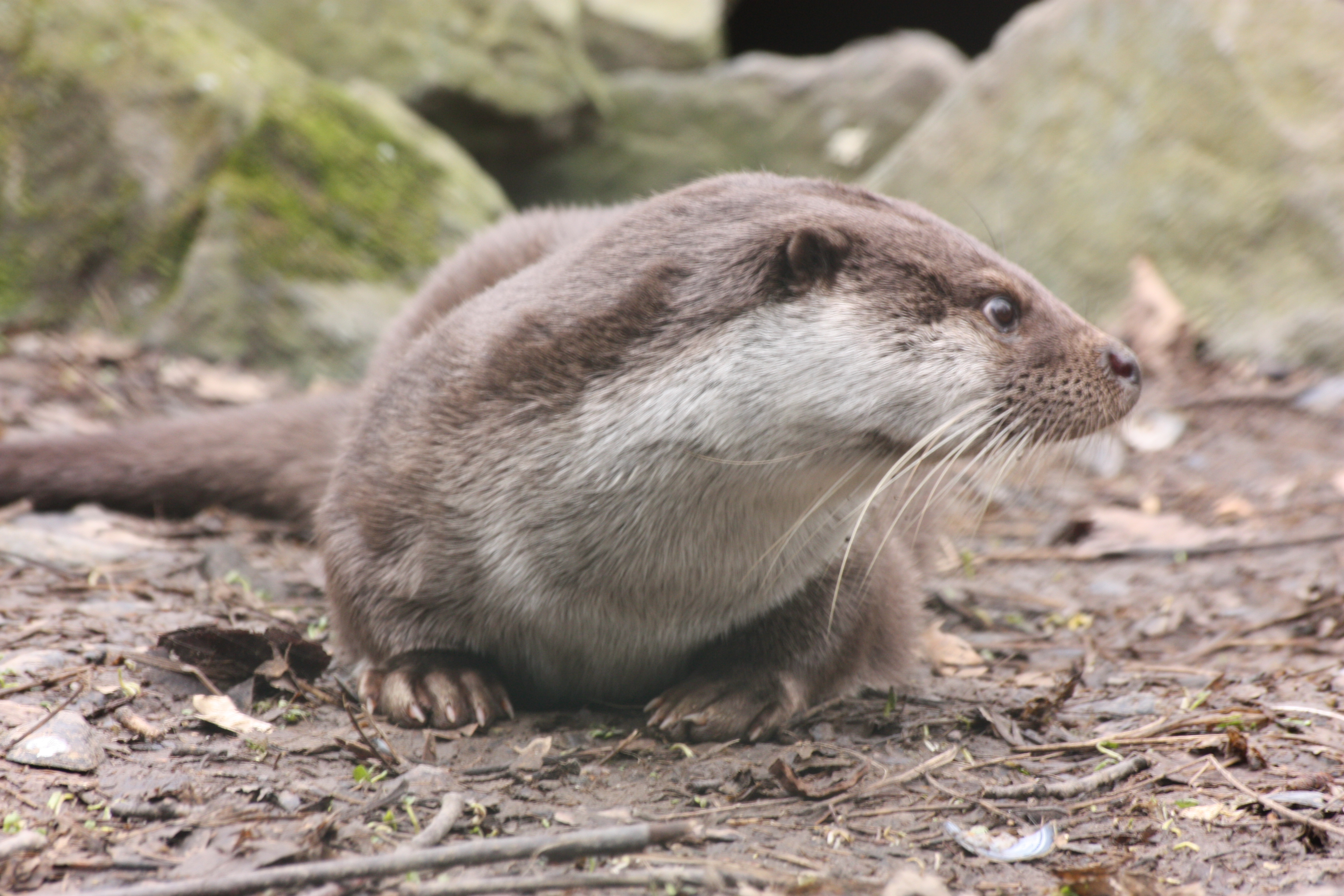
Otter
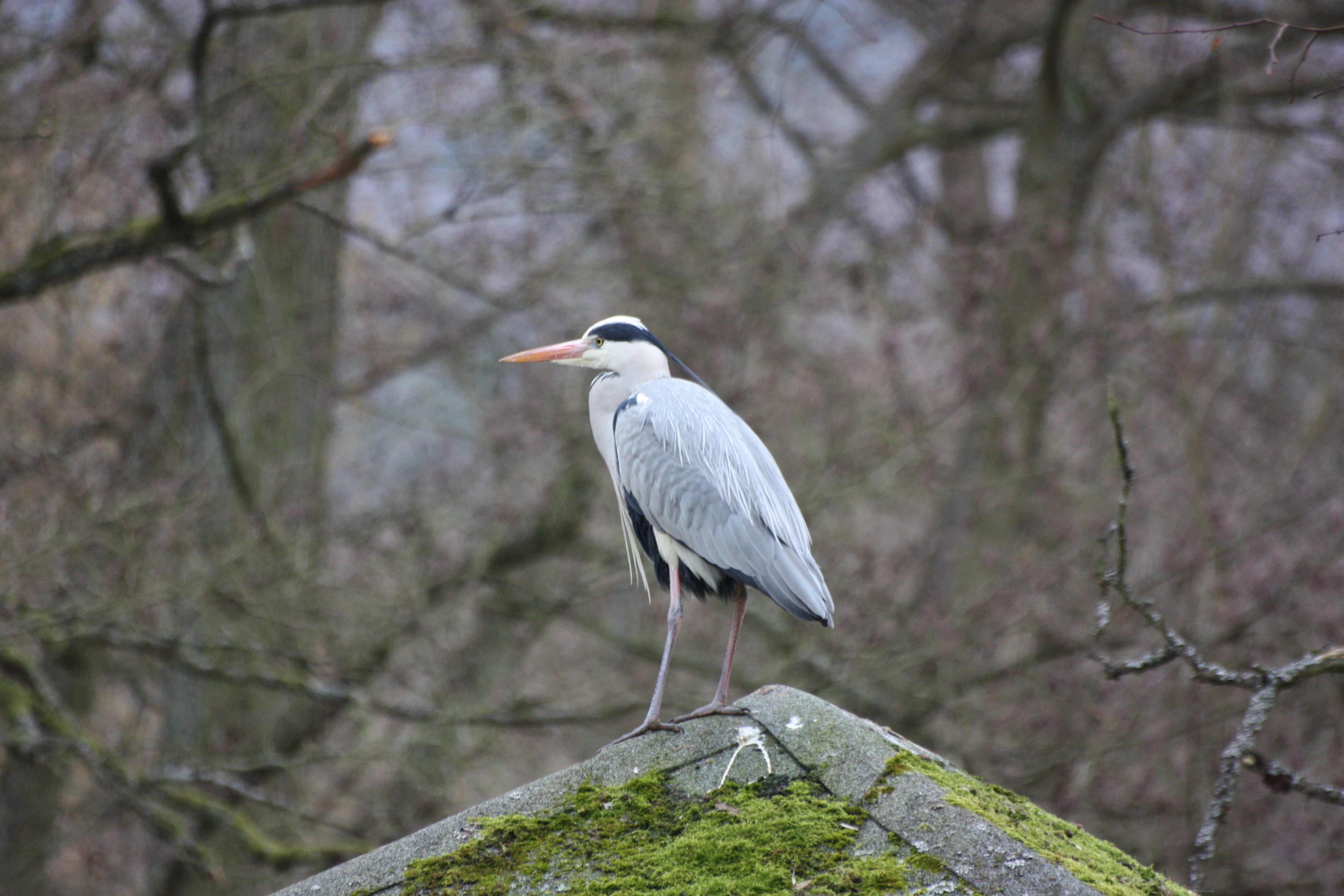
Fischreiher